# Monument équestre à Niccolò da Tolentino
Pour les articles homonymes, voir Tolentino (homonymie).
Le Monument équestre (ou Monument funéraire) à Niccolò da Tolentino est une fresque d'Andrea del Castagno commémorant le condottiere italien Niccolò da Tolentino figurant dans la paroi intérieure gauche de la nef de la cathédrale Santa Maria del Fiore à Florence. L'œuvre fait pendant au Monument équestre de Sir John Hawkwood de Paolo Uccello.

## Histoire
Le portrait équestre a été dédié par la république de Florence à celui qui était le capitaine des milices florentines pendant la bataille de San Romano (1432), dans le cadre d'un projet célébrant la fonction publique de la cathédrale. À cet effet, des monuments dédiés aux hommes illustres et commandants militaires de Florence ont été projetés. L'œuvre a été réalisée par Andrea del Castagno, vingt ans après la mort du condottiere.
La fresque a été restaurée à diverses reprises en particulier par Lorenzo di Credi. 
En 1842 la fresque a été détachée de la paroi de l'envers de la façade et transposée sur toile pour être placée à l'endroit actuel.

## Composition
Le monument équestre est peint en tons monochromes afin d'imiter la vision d'une sculpture de marbre. 
La base est constituée d'un sarcophage surmontant un piédestal à deux colonnes (avec au milieu le dos d'un coquillage tourné vers le haut) , flanqué de chaque côté d'un personnage nu portant blason. La statue équestre est campée au-dessus, mise en valeur par un contour net sur un fond sombre. 
Le sujet profane, dans un registre sculpté représenté en trompe-l’œil monochrome, est composé de deux systèmes avec chacun un point de fuite distinct : la partie basse est un monument funéraire fictif (avec socle, console et sarcophage) ; la partie haute est la représentation statuaire du condottiere, héroïsé. On retrouve l’inspiration dans la statue antique de Marc Aurèle de la place du Capitole.
Sur le socle, figure une inscription en latin, inspirée des inscriptions antiques : HIC QUEM SUBLIMEM IN EQUO PICTUM CERNIS NICOLAUS TOLENTINAS EST INCLITUS DUX FLORENTINI EXERCITUS.

## Analyse
S'il s'inspire de la composition d'Uccello, Andrea del Castagno s'en éloigne par la vie qu'il insuffle à sa peinture. La description des muscles tendus du cheval et du capitaine sont très naturalistes. Il exprime la tension et le mouvement quand Uccello fige le cheval et la cavalier dans une composition statique.